# 前鋒 (足球)
前鋒（Forward or Attacker）是足球運動中，主要活躍於前場位置的球員，負責助攻、得分以及創造相關機會，行動往往出人意表。足球陣式中通常安排一到三名前鋒，亦有所謂「無鋒陣」，或是超過三名前鋒的極端陣式。前锋也是球队最主要的得分手。

## 位置

### 前鋒
前鋒（Striker），又稱射手，負責球隊多數的進球。他們善於處理臨門一腳，也可以傳中或在隊友推進時保持控球，從而使球隊鋒線深入，或透過禁區塞球與跑位幫助隊友得分。現代的射手大多在第二射手或攻擊中場的前方活動，在禁區外持球。
支點型前鋒（Target forward）一詞常與射手交替使用，此類前鋒通常是身材高大、身體強壯的球員，擅長頭球，除了自己可能進球，也可以爭頂或擺渡傳球，為球隊其他成員創造機會。隨著時代演進，柱躉式中鋒已經發展成為更專業的角色，而射手與中鋒兩詞的定義則更為寬廣。
1933年英格蘭足總杯決賽引入背號制度時，當天兩名前鋒之一──艾佛頓的迪斯·甸身穿9號，他創下當時英格蘭足壇單季進球最多的記錄。9號從此成為射手的代號。

### 中鋒
中鋒（英語：Centre Forward）或稱柱躉式前鋒，屬於前鋒的一種，這種球員通常都比較高大。他們往往倚靠頭球頂入傳中球得分，以及使用身體和力量的優勢來卡位和保護皮球以製造攻門機會。而另一種球員屬於技術型前鋒，這種球員通常比較矮小，需要敏捷的盤扭技術和极快的速度。他們的任務是入球或為隊友製造機會。這些細小的射手多數倚仗速度接應直線傳送，而不會像柱躉前鋒那樣背對球門控球。

### 外鋒
外鋒（英語：Outside Forward）一個現代足球已徹底消失的位置。這個位置在19世紀末至20世紀初被廣泛利用。外鋒負責支援中鋒及內鋒，通過在邊線跑動制造進攻。
在早期的2-3-5陣式，外鋒會在內鋒的側面。在現代，外鋒會被墮後邊中場以支持場兩側的防守。他們還會控球在腳，演變成翼鋒。

### 
為頂在球場兩側前端的邊路前鋒，职责就是将球从禁区两侧传入禁区（传中）为中锋制造入球机会，或是自行盤帶內切射門。邊鋒需要有飛快的速度压过对方的閘位球員。傳統上翼鋒不负责防守，但在足球戰術演變之下，目前的邊鋒需要回撤協防。
邊中場是翼鋒的變種，位於邊鋒與邊後衛之間。邊中場亦會負責傳中，但亦會負責中場兩側的防守。他們還會控球在腳，讓身後的閘位球員作叠瓦式助攻，還會在球場兩側為其他中路中場球員提供更多的傳球選擇。但是，翼鋒和邊中場的分別越趨模糊—很多的邊中場還是會被視為翼鋒，專打邊中場的球員非常稀少，目前都由邊鋒或邊後衛客串。
近代明星翼鋒有。

### 偽九號
偽九號（英語：false-9）指的是一個經常回撤到中場拿球並拉走防守球員後分球或是突破的前鋒，常常會造成對方防守球員失位，簡單來說就是一個會客串進攻中場的影子前鋒。此位置球員技術與球商要求非常高。
代表人物: 。

### 影子前鋒
影子前鋒（英語：Shadow striker）就是介於前鋒和進攻中場之間，左中右經常交插換位。這個位置的球員往往要在兩側尋求第二點，以作後上進攻，還有一腳傳球能力。並且他前面應有一個強力中鋒頂在前面作為掩護。與偽9號不同的是影子前鋒不會回撤到中場這種深度。
近代明星例子有。

## 風格
根據前鋒的風格，可分為8種，分別是：

### 射手型前鋒
亦稱機會把握型前鋒，顧名思義是善於把握進球機會的前鋒，他們不一定有良好遠射技術、不一定快速，但卻善於處理臨門一腳或一頭。例如、和埃尔南德斯等等。在射手型前鋒中，有一類球員的入球觸覺特別敏銳、把握力特強，往往在比賽的大部份時間中無甚表現，卻能將僅有的機會轉化為入球，這種球員被稱為一腳前鋒或一腳終結者。典型的一腳終結者有英格蘭的莱因克尔、德國轟炸機穆勒、意大利的罗西等等。而最具代表性的一腳終結者則要數法國首位司職前鋒的世界足球先生帕潘了。

### 速度型前鋒
奧巴美揚，費蘭度•托利斯，添姆•雲拿，史杜歷治，華迪。

### 二传型前锋
也称机会造就型前鋒，他們善于造就机会给队友，虽然他们有不错的进球能力，但他们始终喜欢以不同距离的传球造就队友，例如就善于在中场传球，帮助亨利、等人取得进球；又如的二傳功夫遠近馳名。其他例子：。

### 混合型前鋒
他們既善處理臨門一腳，又善於為隊友提供助攻，而且又有好的遠射技術，有的還會主踢自由球或角球。例如：、亨利、卡里姆·本泽马、罗伯特·莱万多夫斯基、 基斯坦奴·朗拿度。

### 竄擾性前鋒
竄擾性前鋒大多身材不高，多於1.80米或以下，但擁有快速，良好腳下功夫及可在邊路活動。他們的高速配合長傳可以給予敵方致命一擊。例如罗比尼奥（曾效力AC米蘭，身高1.72米）、（效力本菲卡，身高1.68米）、（曾效力泽尼特，身高1.72米）、（曾效力墨爾本城，身高1.75米）、（曾效力國際米蘭，身高1.80米）、苏亚雷斯（效力馬德里競技，身高1.81米）、达格利什（曾效力利物浦足球俱樂部，身高1.73米）、阿奎罗（效力巴塞，身高1.72米）。

### 技術型前鋒
與竄擾性前鋒和混合型前鋒俱有點相似，卻具有更高的技術比重。通常小技術特別純熟，單對單等短兵相接的情況尤其擅長，剛柔並濟且能倚靠個人能力在嚴密無漏洞的防守中鑽營出漏洞，一般都擁有很強的瞬間爆發力及精於處理任意球。能於不同需要下勝任多種攻擊位置，甚至回撤為進攻中場或影子中鋒。活動範圍大，覆蓋面廣闊，除了作為終結者外，也能充當進攻組織核心。代表人物有：坎通纳、贝贝托、博格坎普、济科、普雷德拉格·米亚托维奇、德扬·萨维切维奇、达沃·苏克、罗纳尔迪尼奥、梅西和罗伯特·巴乔等。

### 中鋒
柱躉式中鋒大多擁有高大身材，而且搶點能力甚強，制空能力亦佳，故此是他們的「必殺技」，除可用在進攻上外，亦可用在定位球防守上。例如：基奧特 (效力AC米蘭，身高1.92米)、（已退役曾效力，身高1.88米）、亨特拉尔（已退役曾效力阿積士，身高1.86米）、（已退役，身高1.94米）、德罗巴（已退役，身高1.89米）、卡罗尔（效力西汉姆联，身高1.91米)、（效力洛辛堡，身高1.94米）、哲科（效力，身高1.92米）。

### 柔性中鋒
柔性柱躉式中鋒有高大身材之餘，亦有竄擾能力，現效力AC米蘭的瑞典前鋒便是此等前鋒的佼佼者。他擁有1.93米的身高，而且速度頗快，還有極為秀麗的腳下功夫。他在尚效力阿積士的時候就曾經以佯裝射門的方式，連環騙過4-5名洛達守衛才射入，令不少球迷津津樂道。另外他亦在2007年至2008年義大利足球甲級聯賽第5周意甲對陣時在禁區頂強行突破對方多名後衛然後殺入禁區怒射得手，亦成為該周意甲10大金球之首。而（已退役，身高2.01米）雖然拥有2米的身高，但並非傳統的柱躉式中鋒，他的腳下功夫遠較頂上功夫出色。